# 图尔努瓦西
图尔努瓦西（法語：Tournoisis，法語發音：[tuʁnwazi]）是法国卢瓦雷省的一个市镇，位于该省西部偏北，属于奥尔良区。

## 地理
图尔努瓦西（48°0'20"N, 1°37'49"E）面积14.94 平方千米，位于法国中央-卢瓦尔河谷大区卢瓦雷省，该省份为法国中北部省份，北起埃松省，西北接厄尔-卢瓦省，西南接卢瓦-谢尔省，南至涅夫勒省和谢尔省，东临约讷省，东北接塞纳-马恩省。
与图尔努瓦西接壤的市镇（或旧市镇、城区）包括：拉沙佩勒翁兹兰、博斯地区埃皮耶、圣佩拉维拉科隆布、圣西吉斯蒙、维朗布兰、科尼河畔新城。

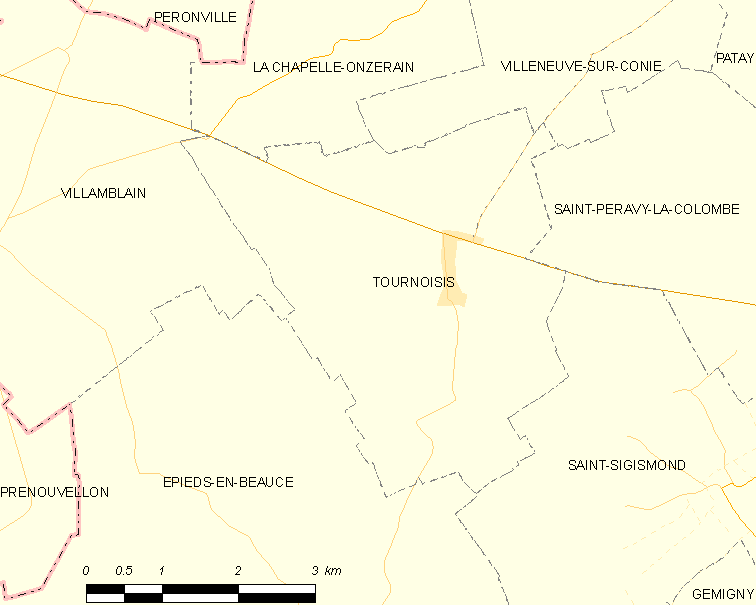
图尔努瓦西的OSM定位图

图尔努瓦西的时区为UTC+01:00、UTC+02:00（夏令时）。

## 行政
图尔努瓦西的邮政编码为45310，INSEE市镇编码为45326。

## 政治
图尔努瓦西所属的省级选区为卢瓦尔河畔默恩县。

## 人口

1962-2008年间图尔努瓦西人口变化图示

图尔努瓦西于2022年1月1日时的人口数量为383人。